# LGBT en Pologne
Les personnes LGBT (Lesbiennes, gays, personnes bisexuelles, transgenre, intersexes, asexuelles...)  en Pologne font face à d'importantes discriminations et leurs droits sont les plus faibles de toute l'Europe. Le militantisme homosexuel débute dans les années 1980 et a permis d'obtenir plusieurs avancées pour les personnes LGBT, même si dans les années 2010-2020, les personnes queer font l'objet d'une politique ouvertement anti-LGBT de la part du parti ultraconservateur au pouvoir.

## Histoire

### Débuts du militantisme
Le militantisme LGBT débute en Pologne dans les années 1980 par la publication de revues et la création d'associations, comme le Mouvement homosexuel de Varsovie (1988), Lambda Warszawa (1997), ou Campagne contre l'homophobie. Une émission de télévision, Homofonia (2006-2008), était entièrement consacrée aux personnes homosexuelles.
Ce militantisme concerne alors principalement les hommes homosexuels.
En 1985, Ryszard Kisiel crée le premier magazine homosexuel polonais, Filo. Il propose des traductions de magazines gays occidentaux, surtout concernant le SIDA.
Le militantisme LGBT polonais ne s'entend pas, comme en Occident, à un activisme reconnu publiquement ; il passe par des formes de résistance passive (nudité, travestissement) et de sous-culture (soirées dédiées).

### Années 2010

#### Arc-en-ciel

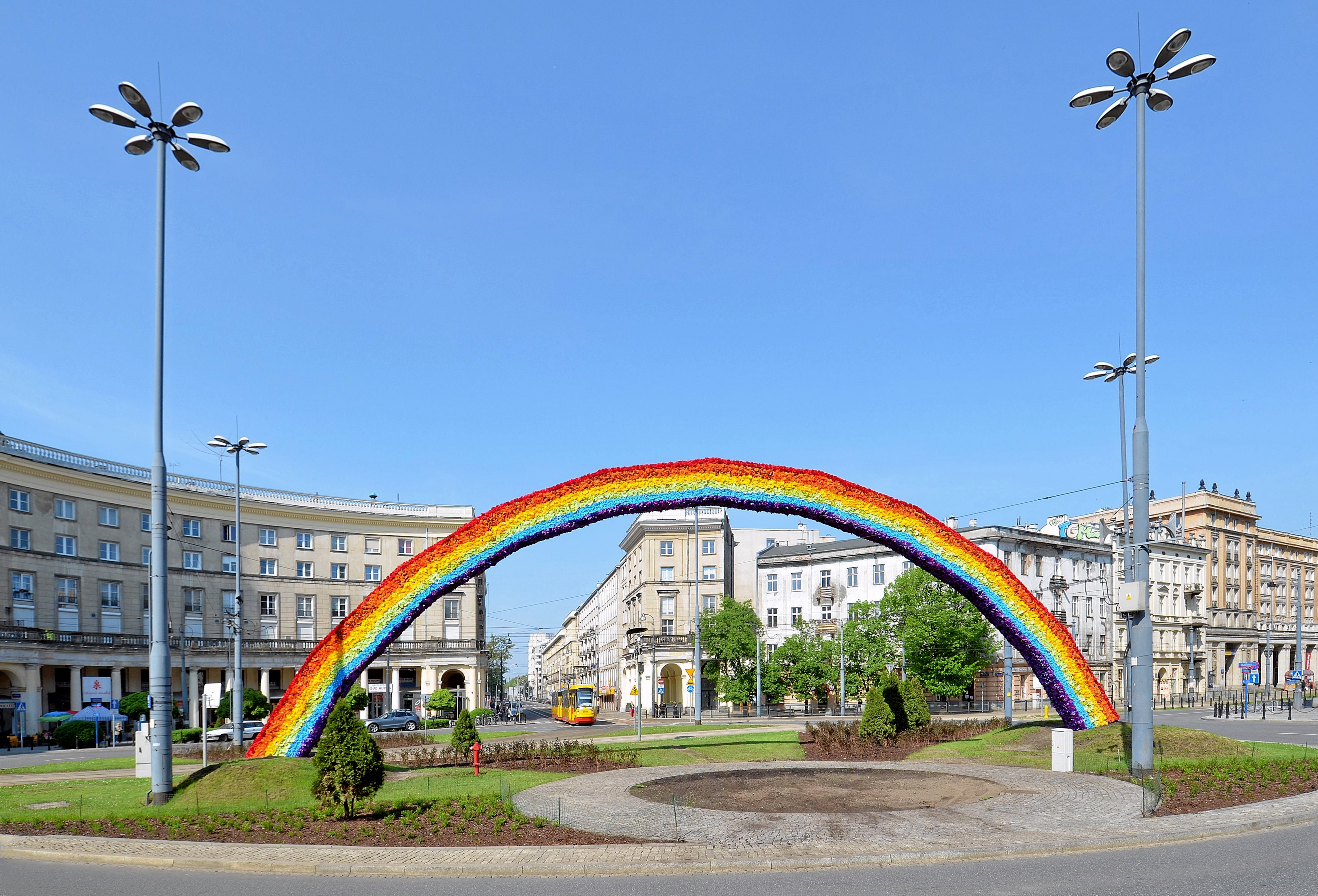
L'Arc-en-ciel de Varsovie.

Le 8 juin 2012 est installé l'Arc-en-ciel, monument érigé à Varsovie en soutien à la paix et à la cause LGBT. L'installation est brûlée plusieurs fois par des inconnus, jusqu'à ce qu'elle devienne une installation lumineuse pour éviter tout incendie volontaire.

#### Création d'un Refuge
En février 2015, sur le modèle de l'association française Le Refuge, est créée à Varsovie une auberge (en polonais, Ruszył hostel), dont la vocation est d’offrir un hébergement temporaire et de soutenir les jeunes majeurs victimes d'homophobie et de transphobie, notamment dans le cadre de leur propre cellule familiale. Pour ses débuts, l'auberge peut recueillir un maximum de douze personnes.

### Offensive conservatrice (2019)

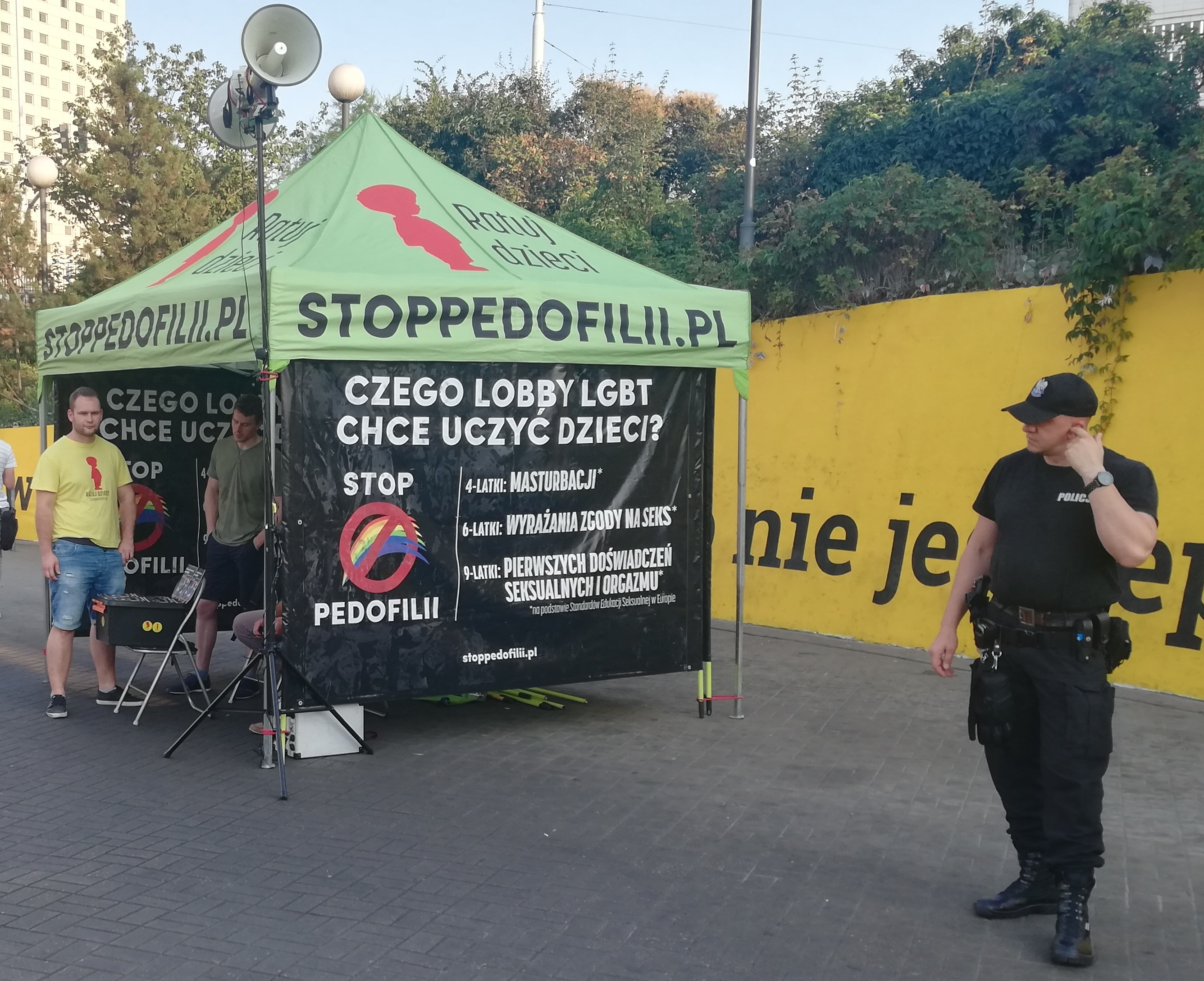
Manifestation d'un groupe anti-LGBT, dénonçant la pédophilie et un supposé lobby LGBT à Varsovie en 2019.

En 2019, le gouvernement ultraconservateur du parti Droit et justice (PiS) utilise une rhétorique fortement anti-LGBT, décrivant les personnes LGBT+ « comme des êtres complètement étrangers au corps social polonais, des agents représentant des intérêts «  gauchistes » issus d'un lobby mondial et complotant à l'encontre de la culture polonaise ».
De même, l'Église catholique polonaise dénonce ce qu’elle appelle « l’idéologie LGBT » (sans la définir précisément).
En 2019, Jarosław Kaczyński, qui a fait des LGBT une cible et un enjeu électoral,, qualifie les marches des fiertés de « théâtre itinérant qui apparaît dans différentes villes pour provoquer puis pleurer… nous sommes ceux qui en souffrent »,. Les députés de Konfederacja (une alliance de libertariens conservateurs, de nationalistes catholiques et de traditionalistes catholiques monarchistes) en rajoutent en voulant interdire « l’idéologie LGBT ».
Face à ces attaques, les réactions de l'opinion publique sont mitigées, avec d'un côté une exacerbation des insultes et violences homophobes et d'un autre côté, l'organisation de rassemblement en défense des droits des personnes LGBT. L'activiste Maja Heban fait son coming out en réaction à ce contexte d'offensive anti-LGBT.

#### Manifestations en 2020
Fin août 2020, l'arrestation d'une militante trans accusée d’avoir endommagé un van portant des inscriptions homophobes à Varsovie, l’interpellation d’une cinquantaine de contestataires qui tentaient de s’opposer à cette arrestation, et l'inculpation de trois personnes qui ont drapé plusieurs monuments de Varsovie de drapeaux LGBT, suscitent une réprobation internationale et entraînent une vague de manifestations, en particulier à Varsovie.

### Marche des fiertés

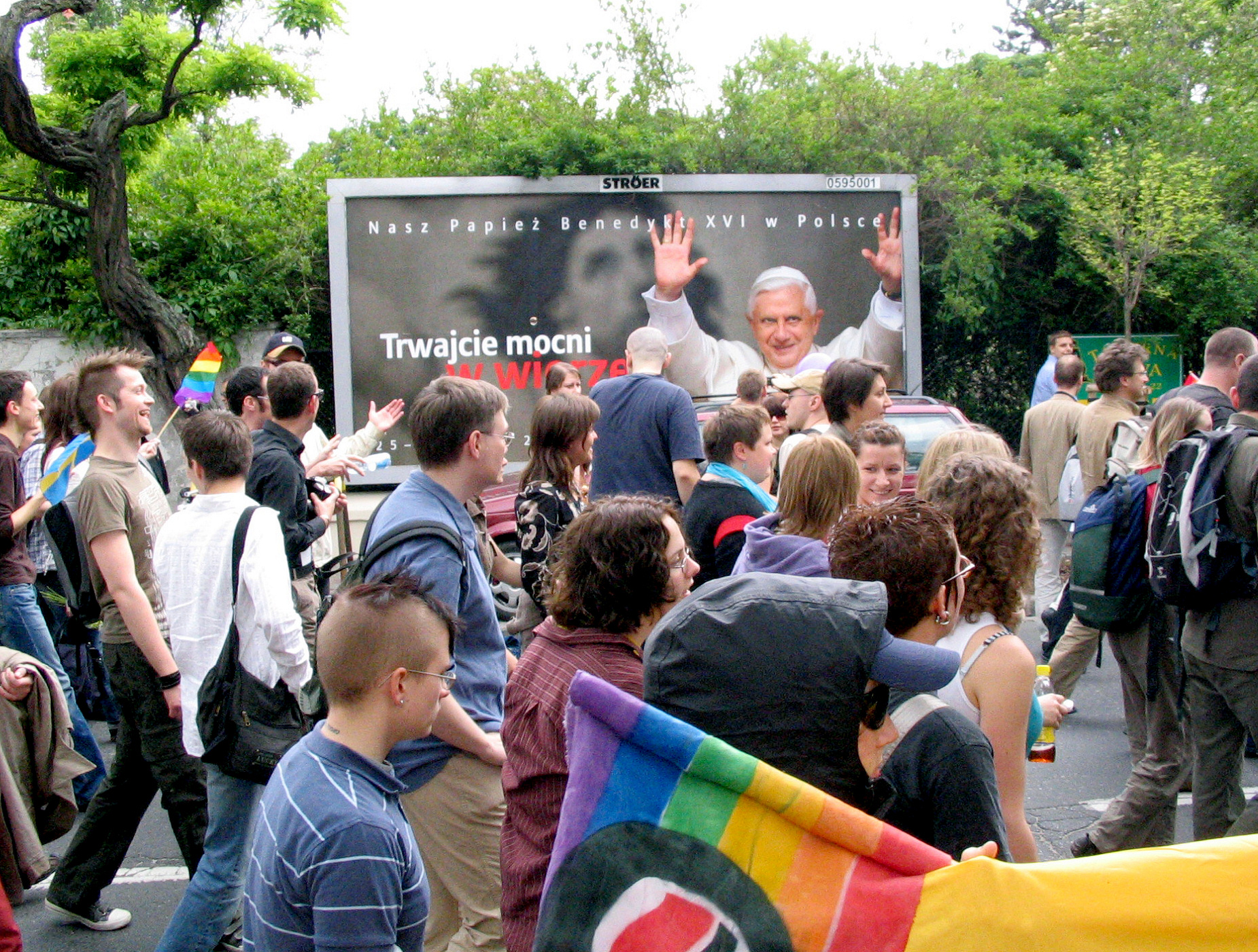
Parada Równości à Varsovie en 2006.

Le 3 mai 2007, la Pologne est condamnée par la Cour européenne des droits de l'homme pour avoir interdit à des militants homosexuels, sous des prétextes qualifiés de « fallacieux » par la Cour, d'organiser un défilé et plusieurs rassemblements à Varsovie en juin 2005 (voir Bączkowski et autres c. Pologne). Depuis, la marche des fiertés (Parada Równości) a lieu tous les ans dans la capitale.
Du 7 au 17 juillet 2010, la Pologne accueille la 17e Europride à Varsovie, manifestation européenne de la marche des fiertés ; c'est la première fois que cet événement européen se réunit dans un ancien pays communiste. Cette marche est un succès, avec environ 10 000 à 15 000 participants. De même, les manifestations annexes et stands présentés attirent des milliers de personnes.
Le 30 mai 2015, la marche des fiertés de Gdańsk attire son nombre record de participation, avec 2 000 participants. Le 3 juin 2017, près de 10 000 personnes participent à la 17e parade de l’égalité de Varsovie dans un contexte où, depuis l'élection en octobre 2015 d'un gouvernement ultraconservateur mené par le parti Droit et justice (PiS), la parole homophobe est libérée. Si paradoxalement 29 % des Polonais se prononcent pour le mariage homosexuel, et que plus de la moitié de la population est d’accord pour une forme de régulation juridique des unions du même sexe, cette évolution est peu relayée au niveau politique.
Le 20 juillet 2019, lors la Marche des fiertés, des militants nationalistes agressent les personnes qui défilent avec des bouteilles et des cailloux. Un hebdomadaire d’extrême droite distribue par ailleurs des autocollants « Zone sans idéologie LGBT ».

## Représentation

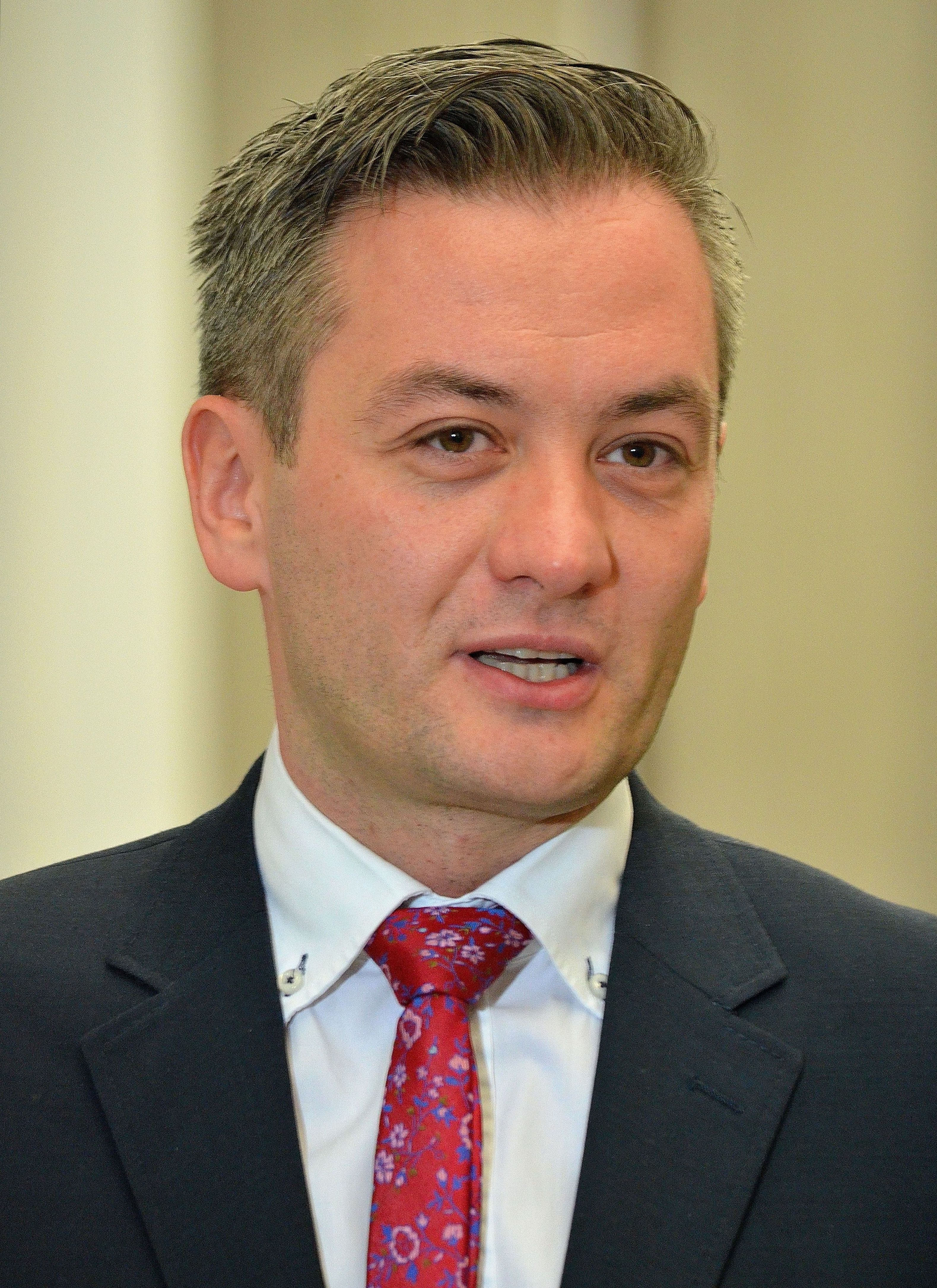
Robert Biedroń, premier député, maire et député européen gay de Pologne.

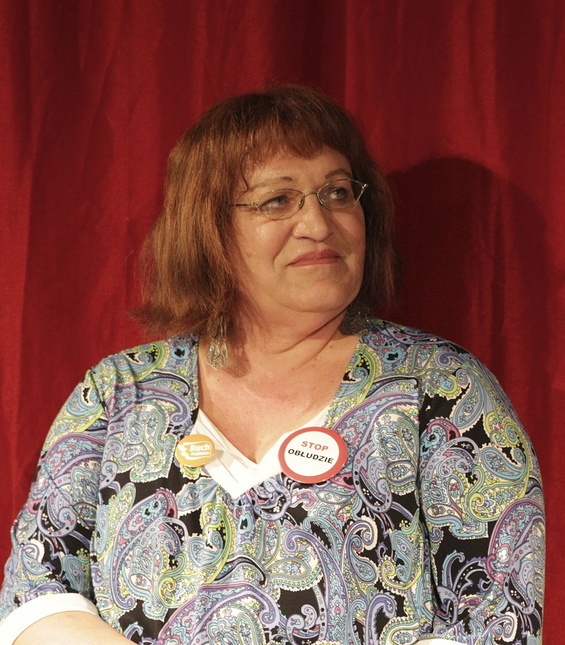
Anna Grodzka, première femme trans députée en Europe.

La représentativité des hommes et femmes politique LGBT est récente en Pologne.
Le 21 novembre 2010, Krystian Legierski (Les Verts) devient le premier homme politique ouvertement homosexuel à être élu conseiller municipal de Varsovie grâce à une alliance avec l'Alliance de la gauche démocratique.
Les élections législatives du 9 octobre 2011 marquent un tournant historique avec l'élection de personnes ouvertement LGBT. En effet, la percée du parti anticlérical Ruch Palikota permet l'élection de Robert Biedroń et Anna Grodzka, respectivement premier député ouvertement gay et première députée transgenre de Pologne.
Le 30 novembre 2014, Robert Biedroń est le premier maire gay élu en Pologne dans la ville de Słupsk (95 000 habitants), l'emportant avec 57 % des suffrages au second tour contre le maire sortant. En 2019, il est élu député européen.
Angela Getler est la seule femme trans de la télévision en Pologne en 2023.